# Alpinia coriacea
Alpinia coriacea är en enhjärtbladig växtart som beskrevs av Te Lin Wu och Sen Jen Chen. Alpinia coriacea ingår i släktet Alpinia och familjen Zingiberaceae. Inga underarter finns listade i Catalogue of Life.